# Flora McKinnon Drummond

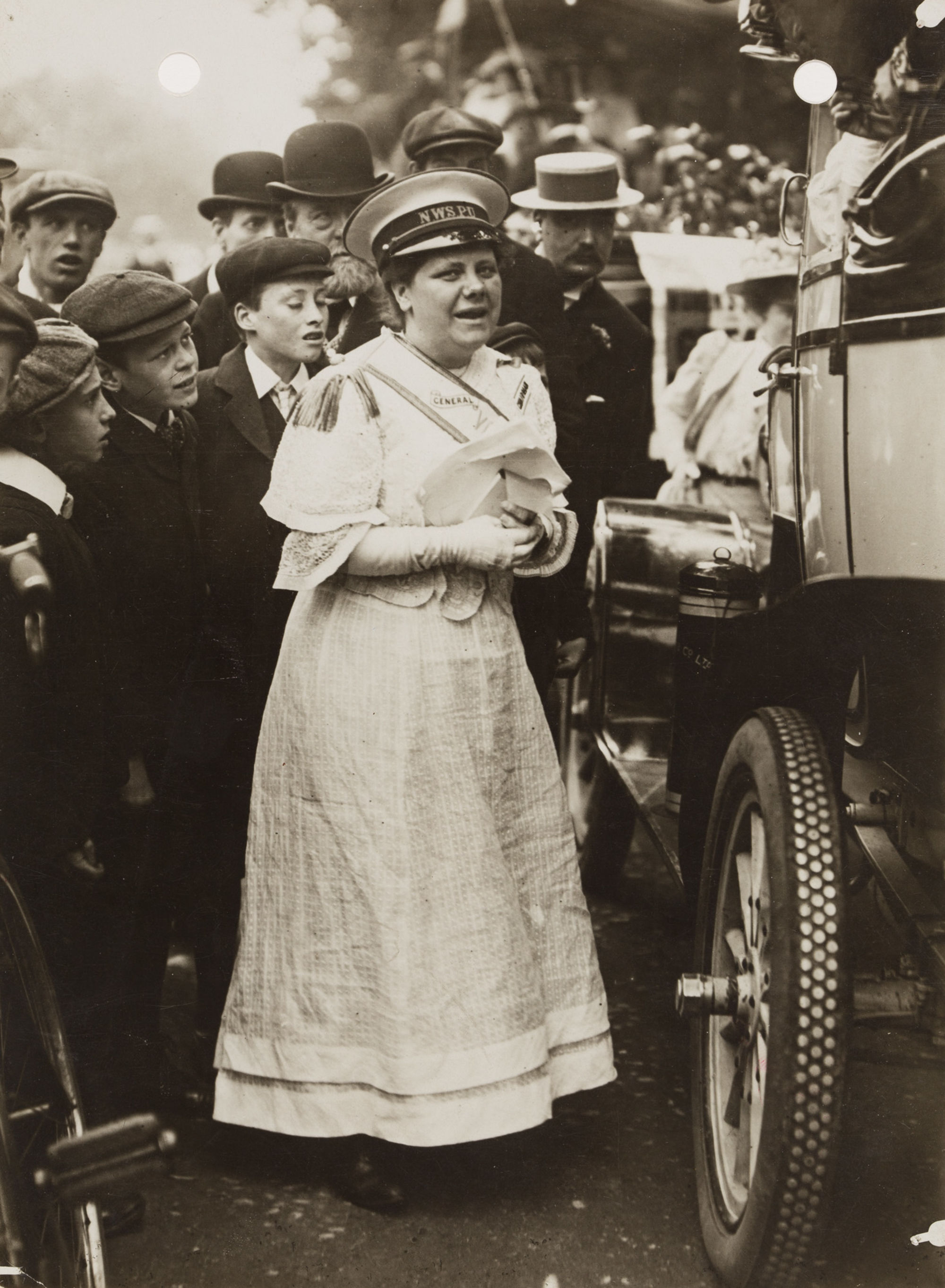
Flora Drummond (1905)

Flora McKinnon Drummond (geborene Gibson, spätere Simpson) (* 4. August 1878 in Manchester; † 7. Januar 1949 in Carradale, Kintyre) war eine britische Suffragette. Wegen ihrer Gewohnheit, die Frauenrechts-Demonstrationszüge auf einem großen Pferd reitend im militärischen Stil – gekleidet in Uniform mit Offiziersmütze und Epauletten – anzuführen, bekam sie den Spitznamen „The General“. Drummond war die Organisatorin der Women's Social and Political Union (WSPU), sie wurde neunmal wegen ihres Frauenwahlrechtsaktivismus’ ins Gefängnis gesperrt. Ihre politische Hauptaktivität war die Organisation und Leitung von Kundgebungen, Märschen und Demonstrationen. Sie war eine gewandte und inspirierende Rednerin und hatte den Ruf, mit Leichtigkeit Zwischenrufer abfertigen zu können.

## Frühes Leben
Flora McKinnon Gibson wurde am 4. August 1878 in Manchester als Tochter von Sarah (geb. Cook) und Frank Gibson geboren. Ihr Vater war ein Schneider. Während Flora noch ein kleines Kind war, zog die Familie nach Pirnmill auf der Insel Arran um, wo die Mutter ihre Wurzeln hatte. Mit 14 Jahren verließ sie die Schule und zog nach Glasgow, wo sie einen Ausbildungskurs in einer Beamtenschule machte, um Postbeamtin zu werden. Sie qualifizierte sich, wurde aber bei der Anstellung abgewiesen, weil sie wegen ihrer geringen Körpergröße um einen Zoll die neu geschaffene Mindestgröße als Anforderung nicht erfüllte. Obwohl sie weitermachte, um eine Qualifikation in Kurzschrift und Maschinenschreiben zu erreichen, erfüllte sie weiterhin das Gefühl der Diskriminierung, nämlich dass es Frauen, nur wegen ihrer geringeren Durchschnittsgröße verboten war, Postbeamtin zu werden. Nach ihrer Heirat mit Joseph Drummond zog sie in ihre Geburtsstadt zurück und war zusammen mit ihrem Ehemann aktiv in der Fabian Society und der „Independent Labour Party“.

## Politische Aktivitäten

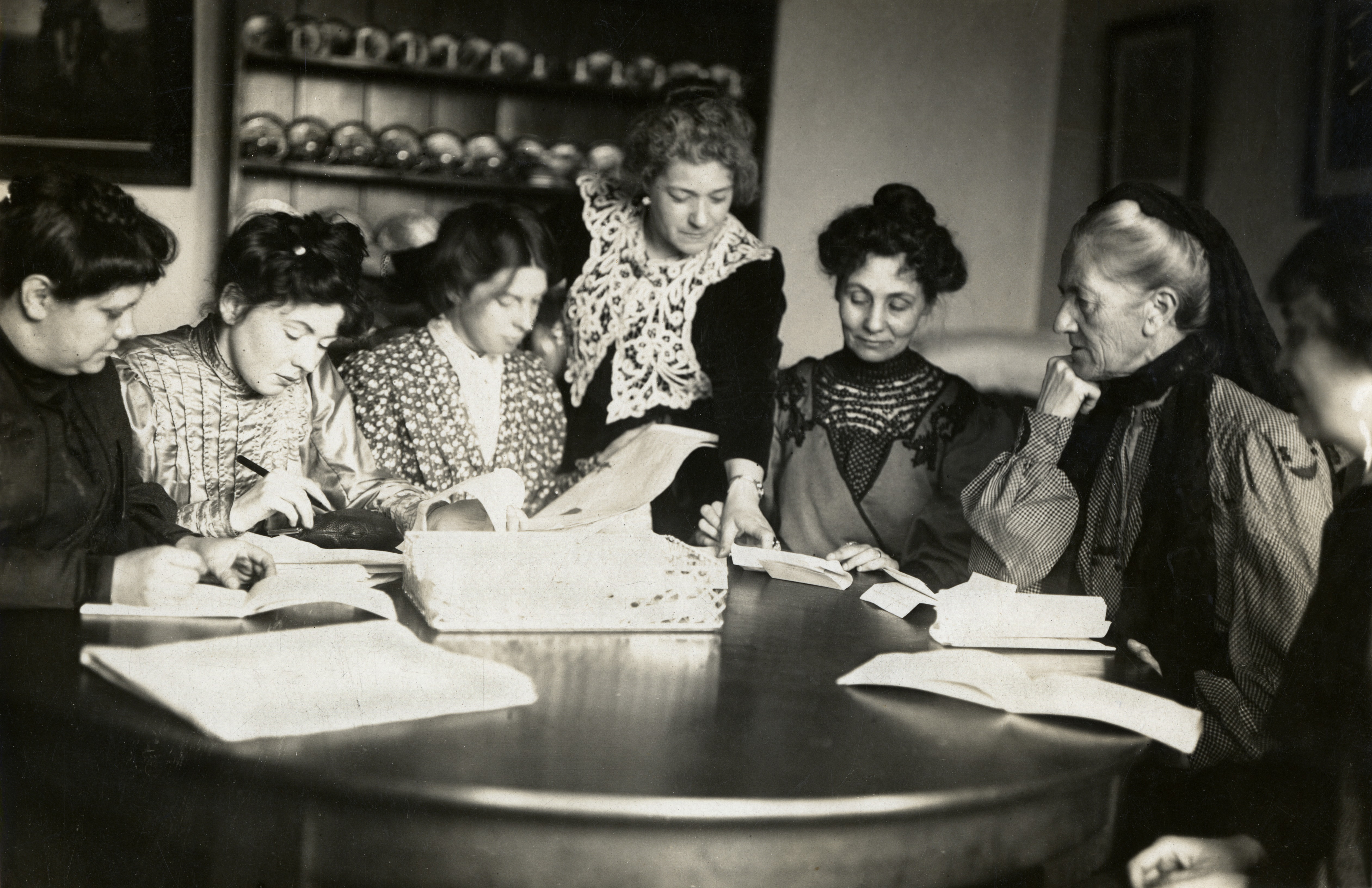
Flora Drummond (ganz links) mit Christabel Pankhurst, Annie Kenney, (unbekannt), Emmeline Pankhurst, Charlotte Despard und (unbekannt), 1906–1907

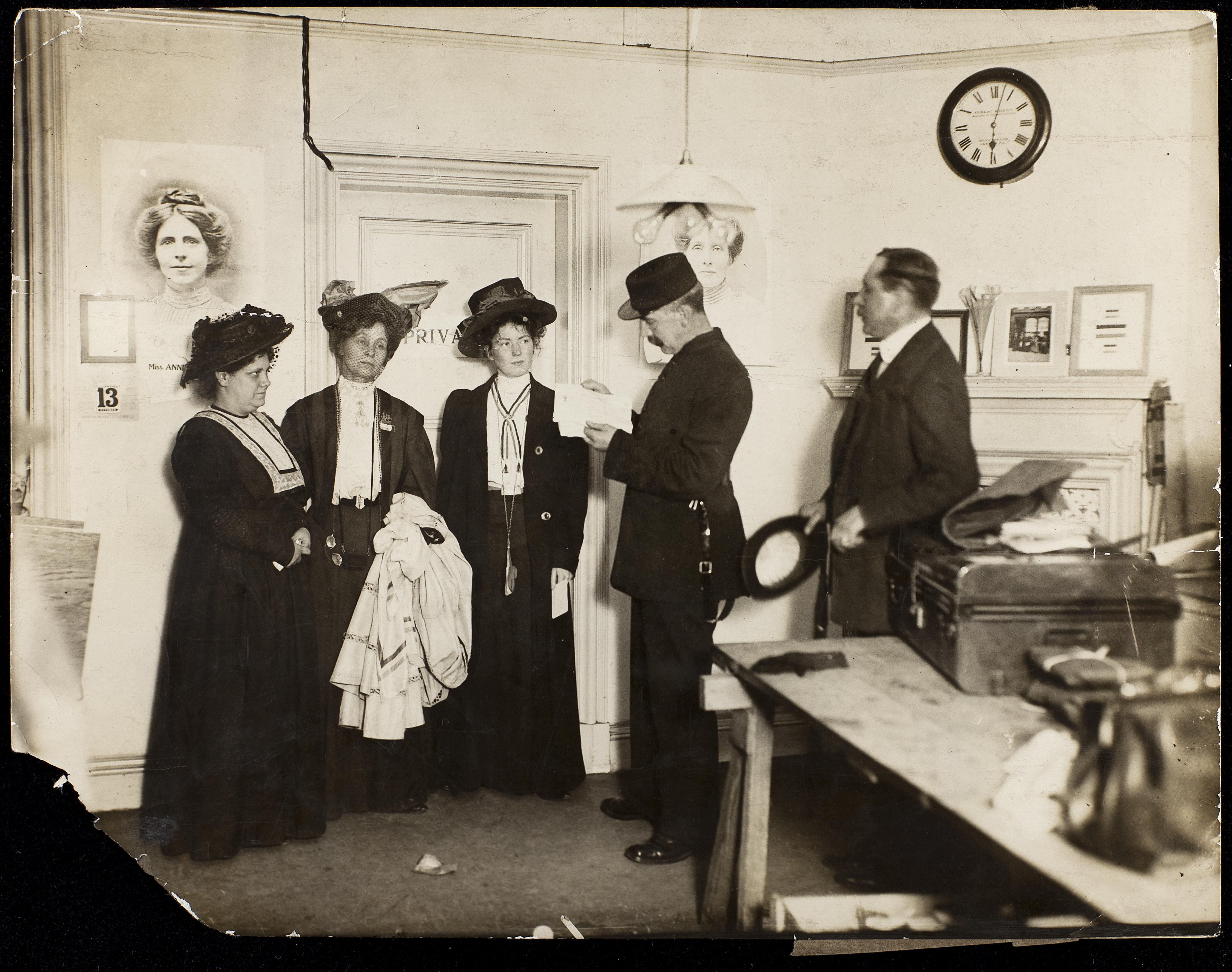
Flora Drummond mit Emmeline und Christabel Pankhurst, 1908

Flora Drummond schloss sich 1906 der WSPU an. Nach einer Wahlversammlung der Liberal Party in der
„Free Trade Hall“ in Manchester wurden Christabel Pankhurst und Annie Kenney verhaftet, weil sie den Kandidaten
Winston Churchill bedrängt hatten, folgende Frage zu beantworten: „If you are elected, will you do your best to make Women's Suffrage a government measure?“ (deutsch: Falls Sie gewählt werden, werden Sie dann ihr Bestes tun, um das Frauenwahlrecht zu einem Anliegen der Regierung zu machen?) Als die zwei Frauen entlassen worden waren, hielt die WSPU in Manchester eine Feierversammlung ab, an der Flora, die ihre Verhaftungen miterlebt hatte, teilnahm und sich dann aus Überzeugung der Bewegung anschloss. Kurz danach zog Flora nach London um, und schon bis zum Jahresende von 1906 hatte sie ihren ersten Aufenthalt in Holloway hinter sich, nachdem sie im House of Commons verhaftet worden war.
Flora wurde bekannt für ihre wagemutigen und die Titelzeilen füllenden Streiche und Kunststücke. 1906 schlüpfte sie durch die offene Tür von 10 Downing Street, während ihre Kameradin Irene Miller dafür verhaftet wurde, dass sie an die Tür geklopft hatte. 1908 mietete Flora ein Boot, damit sie sich dem Palast von Westminster von der Flussseite der Themse her nähern konnte, um den Parlamentsmitgliedern, die auf der Flussterrasse saßen, eine Ansprache halten zu können. Flora Drummond war die Hauptorganisatorin der Versammlung am Trafalgar Square vom Oktober 1908, die zu einem dreimonatigen Gefängnisaufenthalt im Holloway-Gefängnis führte, zusammen mit Christabel and Emmeline Pankhurst, wegen "incitement to rush the House of Commons"  (deutsch: Anfeuerung das House of Commons zu stürmen). Den Frauen wurde die Wahl gegeben, sich entweder für eine zwölfmonatige Verpflichtung zum Frieden oder für einen Gefängnisaufenthalt zu entscheiden. Alle drei wählten das Holloway-Gefängnis. Flora war im ersten Drittel einer Schwangerschaft (mit ihrem Sohn Keir); nachdem sie ohnmächtig geworden und ins Gefängnishospital gebracht worden war, wurde sie wegen schlechter Gesundheit aus der Haft entlassen. Als Drummond das Gefängnis verließ, brach Emmeline Pankhurst das Schweigegebot, das den Insassinnen verbot, miteinander zu reden, und rief aus: „I am glad because now you will be able to carry on the work.“ (deutsch: 'Ich bin froh, weil du nun in der Lage sein wirst, die Arbeit fortzuführen.')

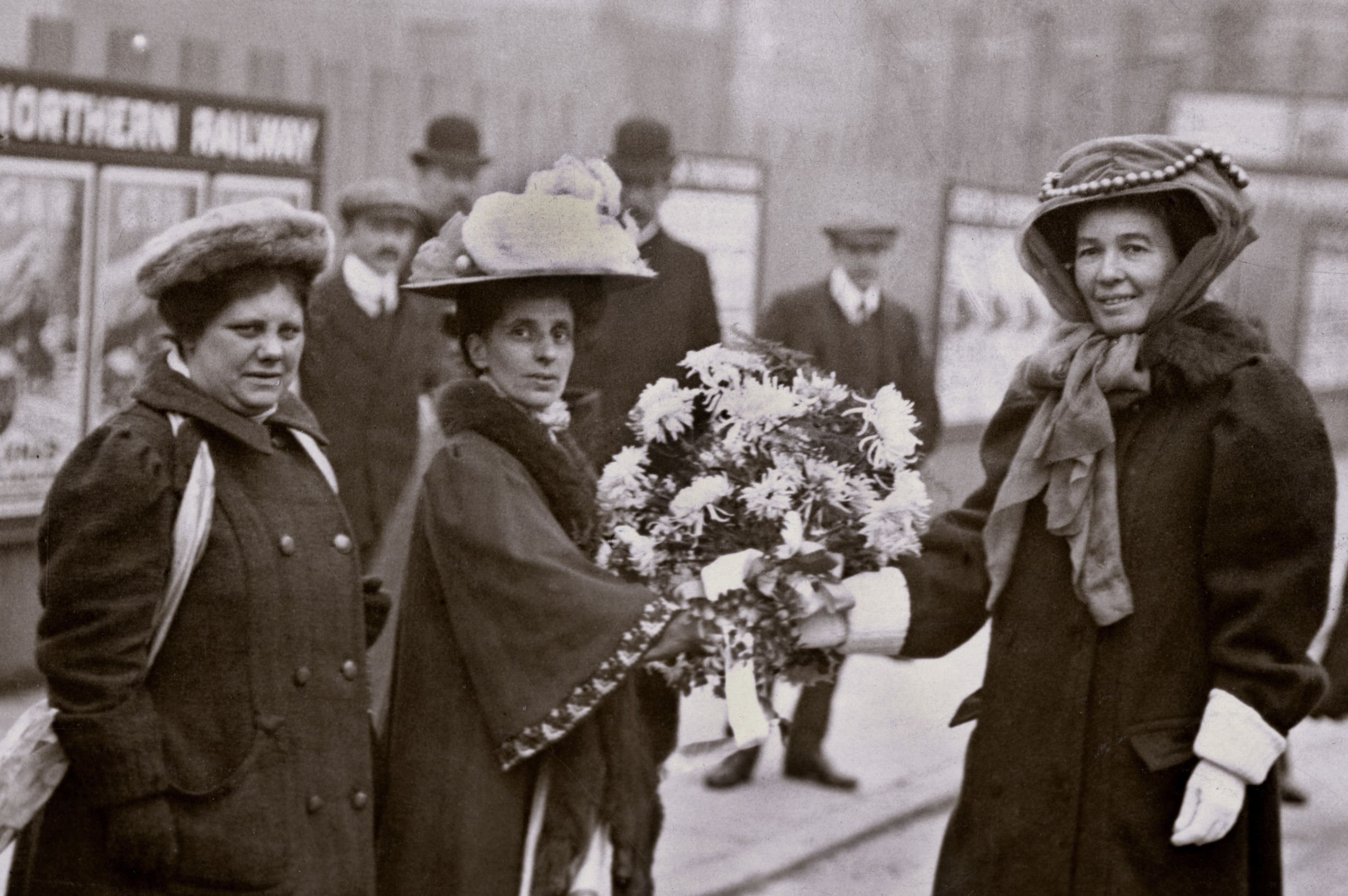
Flora Drummond (ganz links), Jennie Baines und Emmeline Pethick Lawrence, 1906–1910

Im Oktober 1909 war Drummond die Organisatorin der ersten militanten Demonstration in Edinburgh. Sie war eine Antwort auf einen kritischen Kommentar der Führung der WSPU in ihrem Nachrichtenblatt Votes for Women, der folgende Aussage machte: „Beautiful, haughty, dignified, stern Edinburgh, with your cautious steadfast people, you have not yet woken up to take part in our militant methods.“ (deutsch: Schönes, hochmütiges, ehrwürdiges, ernstes Edinburgh, mit deinen vorsichtigen bedächtigen Menschen, du bist noch nicht erwacht, um dich mit unseren militanten Methoden zu beteiligen.). Das Thema des Marsches war: „Have done and can do and will do“ (deutsch: Wir haben es getan und können und werden es wieder tun). Der Zug zeigte Frauen, die Banner trugen und Dudelsack spielten; sie liefen entweder in ihrer Arbeitskleidung mit oder als weibliche Figuren aus der schottischen Geschichte. Zehntausende begaben sich auf die Straßen Edinburghs, um die Parade anzuschauen; von der Zeitung Edinburgh Evening Dispatch wurde sie als Erfolg betrachtet.
1913 arrangierten Drummond und Annie Kenney ein Gespräch von WSPU-Vertreterinnen mit den führenden Politikern David Lloyd George und Sir Edward Grey. Das Treffen war unter der Bedingung gewesen, dass Arbeiterfrauen, die ihre Klasse repräsentierten, dabei waren. Sie erläuterten, wie schrecklich die Lohn- und Arbeitsbedingungen waren, die sie erleiden mussten, und sie erläuterten ihre Hoffnung, dass ein Stimmrecht die Frauen befähigen würde, den Status quo auf demokratische Weise zu beeinflussen. Alice Hawkins aus Leicester erklärte, dass ihre männlichen Kollegen einen Mann als ihren Vertreter auswählen konnten, während die Frauen ohne Vertretung blieben.

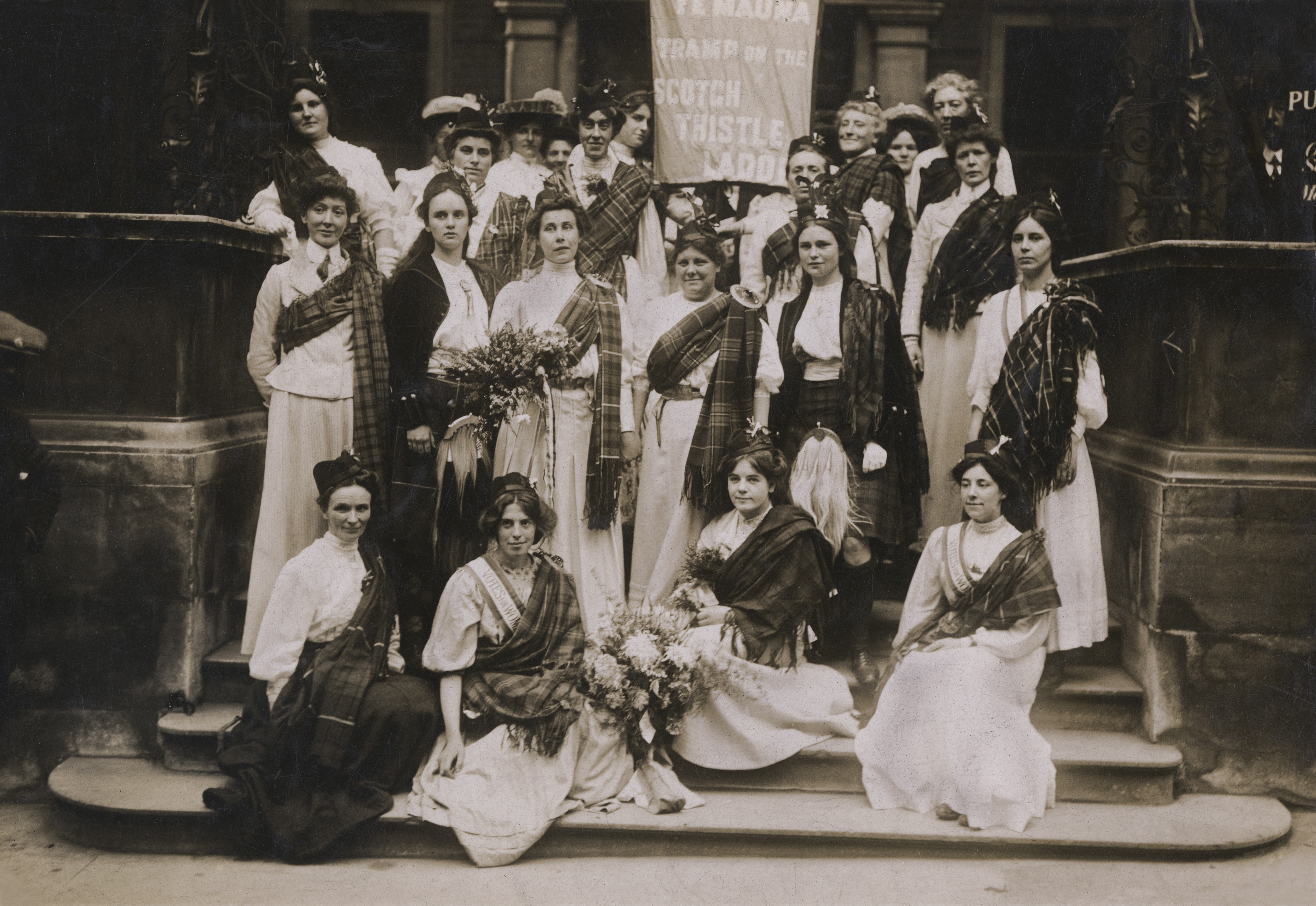
Drummond in der Mitte weiterer schottischer Suffragetten, alle tragen Tartan-Schärpen

Im Mai 1914 belagerten Drummond und Norah Dacre Fox (später bekannt als Norah Elam) die Wohnungen von Lord Carson und Lord Lansdowne, die prominente Parlamentsmitglieder der Ulster Union waren, die unmittelbar Militanz in Ulsterentfacht hatten, die gegen die Home Rule Bill gerichtet war, die damals im Parlament behandelt wurde. Drummond und Dacre Fox hatten beide eine Vorladung, vor den Behörden wegen der Abhaltung aufrührerischer Reden zu erscheinen und wegen der Ermutigung der Frauen zur Militanz. Ihre Antwort auf die Fragen von Journalisten war, dass sie gedacht hätten, sie könnten bei Lord Carson und Lord Lansdowne Zuflucht suchen, die doch ebenso aufrührerische Reden gehalten und die Militanz in Irland ermutigt hatten, die aber sicher vor dem Eingreifen der Autoritäten wegen ihrer Handlungsweise zu sein schienen. Später am gleichen Tag erschienen beide Frauen vor Gericht, wurden zu Haft verurteilt und nach Holloway gebracht, wo sie sofort mit Hungerstreik begannen und eine gewisse Zeit der Zwangsernährung erleiden mussten.

## Rückzug aus dem Aktivismus
Drummonds Gefängnisaufenthalte, die mehrere Hungerstreiks beinhalteten, nahmen sie körperlich mit; 1914 verbrachte sie einige Zeit auf Arran, um ihre Gesundheit wiederzuerlangen. Nach ihrer Rückkehr nach London bei Ausbruch des Ersten Weltkriegs konzentrierte sie lieber ihren Einsatz auf öffentliche Reden und die Verwaltung und hielt sich aus direkten Aktionen heraus, um weitere Haft zu vermeiden. Sie blieb innerhalb der Frauenbewegung prominent und war 1928 eine Sargträgerin bei der Beisetzung von Emmeline Pankhurst.
In den 1930er Jahren gründete Drummond die „Women's Guild of Empire“, eine rechtsgerichtete Liga, die sich gegen den Kommunismus und den Faschismus wandte. Ihre einstige militante Partnerin Norah Elam, die ein führendes Mitglied von Mosleys British Union of Fascists geworden war, schrieb einen beleidigenden Angriff auf die „Guild“, indem sie diese einen antifaschistischen Zirkus nannte und ihre frühere Freundin als einen „erloschenen Vulkan“ beschrieb.
Flora und Joseph Drummond ließen sich 1922 scheiden und später im gleichen Jahr heiratete sie einen Cousin, Alan Simpson. Alan wurde 1944 während eines Bombenangriffs getötet; Flora starb 1949 im Alter von 70 Jahren nach einem Gehirnschlag.

## Würdigung
Ihr Name und Bild (und von 58 anderen Unterstützer des Frauenwahlrechts) befinden sich auf dem Sockel der Millicent-Fawcett-Statue am Parliament Square, London, die 2018 enthüllt wurde.